# Белведере (Белуно)
Белведере (итал. Belvedere) је насеље у Италији у округу Белуно, региону Венето.
Према процени из 2011. у насељу је живело 136 становника. Насеље се налази на надморској висини од 341 м.